# Canal Carnicera
La Canal Carnicera, o Canals Carnisseres, és un barranc que discorre dins del terme municipal de la Vall de Boí, a la comarca de l'Alta Ribagorça, i dins la zona perifèrica del Parc Nacional d'Aigüestortes i Estany de Sant Maurici.
El nom prové del fet que les canals «són molt abruptes i s'hi estimben els caps de bestiar».
És afluent per l'esquerre de la Noguera de Tor. Situada al sud de la Canal Rasa i al nord de la dels Freixos, té el naixement a 2.157 metres, a l'Obaga de Caldes. El seu curs discorre cap a l'oest, per desaiguar a la Noguera de Tor, a 1.463 metres d'altitud, just davant del Balneari de Caldes de Boí.